# Manaven

Orte, an denen Manaven in der Türkei leben

Die Manaven oder Manav-Türken sind ein ansässiges, hanafitisch-sunnitisches türkisches Volk, das im Nordwesten Anatoliens lebt (Osmanische Sprache Schrift: مناو, romanisiert: manav). Nach Ansicht von Marek Stachowski und verschiedenen Sprachwissenschaftlern ist das Präfix „m-“ am Wortanfang für das Türkische untypisch, und die Herkunft des Wortes „manav“ ist unklar. Obwohl „manav“ nicht den phonetischen Regeln des modernen Türkisch entspricht, weist es eine Lautstruktur auf, die den Kiptschakisch-Tatarischen Dialekten der Turksprachen ähnelt. Es wird vermutet, dass der Begriff „manav“ entweder aus den Balkansprachen ins Türkische oder umgekehrt übernommen wurde. Falls er turksprachlichen Ursprungs ist, stammt er höchstwahrscheinlich aus den Kiptschakisch-Tatarischen Sprachen.
Die Turkvölker siedlungen in dieser Region bestanden bereits lange vor dem Jahr 700 nach dem Hidschri-Kalender bzw. 1300 nach dem gregorianischen Kalender. Dies weist darauf hin, dass der Übergang der Manaven zu einer sesshaften Lebensweise sehr weit in die Vergangenheit zurückreicht. Einige in der Region dokumentierte Lautveränderungen deuten ebenfalls auf den Einfluss der Kiptschaken bei der Entstehung der Manaven hin.
Die Manaven, die überwiegend in den Provinzen Sakarya, Bilecik, Balıkesir, Bursa, Yalova, Çanakkale, Kocaeli, Eskişehir, Bolu und Düzce leben, werden auch „Yerli“ (Einheimische) genannt. Die sesshaften Manaven machen etwa 60 % der Bevölkerung von Sakarya und İzmit aus; Türken, die aus dem Balkan (Rumelien) und dem Kaukasus eingewandert sind, etwa 20 %; und Menschen, die durch Binnenmigration aus anderen Städten in die Region gezogen sind, weitere 20 %. Aufgrund der industriellen Entwicklung der Region ist die Binnenmigration gestiegen, jedoch hat sich der prozentuale Anteil in den letzten Jahren nur um etwa 5–10 % verändert.
Der Manavarchäologe und Historiker Adil Yılmaz vertritt die Ansicht, dass die heutigen Manavtürken Nachkommen der Kiptschak-|Kumanen (Turkvölker) seien, die im 13. Jahrhundert von der Kaiserreich Nikaia aus Sicherheitsgründen an der Ostgrenze angesiedelt wurden. Seiner Meinung nach nutzte der Kaiser von Nikaia, Johannes III. Vatatzes, während seiner Bündnispolitik zur Rückeroberung Konstantinopels von den Kreuzfahrern, das von Kiptschaken besiedelte Gebiet auch als Pufferzone gegen mögliche Angriffe aus dem Osten – durch Rum-Seldschuken, Turkmenen und Mongolen.